# زكرياء الهبطي
زكرياء الهبطي هو لاعب كرة قدم مغربي لنادي الجيش الملكي، يشغل مركز مهاجم.

## الإنجازات
الرجاء الرياضي
- البطولة الوطنية المغربية : 2020
- كأس العرب للأندية الأبطال : 2020[1]
- كأس الكونفيدرالية الأفريقية : 2021